# Andrey Rublev
Andrey Andreyevich Rublev (tiếng Nga: Андре́й Андре́евич Рублёв, chuyển tự: Rublyov, phát âm [ɐnˈdrʲej rʊˈblʲɵf]; sinh ngày 20 tháng 10 năm 1997) là một vận động viên quần vợt chuyên nghiệp người Nga. Anh có vị trí cao nhất trên bảng xếp hạng đánh đơn là số 5 thế giới tính đến  tháng 9 năm 2021. Rublev đã giành được 16 danh hiệu đơn ATP Tour, bao gồm hai danh hiệu Masters 1000 tại Monte-Carlo Masters 2023 và Madrid Open 2024.
Rublev đã giành chiến thắng trong cuộc thi Giải trẻ đơn nam Pháp mở rộng 2014, đánh bại Jaume Munar trong trận chung kết. Anh đã giành được một huy chương đồng ở nội dung đánh đơn và một huy chương bạc đánh đôi tại Thế vận hội Thanh niên mùa hè 2014 ở Nam Kinh.

## Đời tư
Rublev được sinh ra tại Moskva với cha là Andrey Rublev Sr., một cựu võ sĩ quyền Anh, sau trở thành chủ nhà hàng chuyên nghiệp, và huấn luyện viên tennis Marina Marenko, người đã làm việc với những vận động viên quần vợt như Anna Kournikova. Huấn luyện viên của anh lại là Sergei Tarasevich người Bêlarus. Những thần tượng của anh bao gồm Roger Federer, Rafael Nadal, Grigor Dimitrov và Milos Raonic, những trận đấu của những người này được Rublev thường xuyên nghiên cứu; ví dụ: khả năng giao bóng của Raonic, lối chơi và thể lực của Nadal, và cú vô lê và cú thuận tay của Federer. Ngoài quần vợt, Rublev tập đấm bốc và bóng rổ, và anh đặc biệt thích Mike Tyson. Các ban nhạc yêu thích của anh ấy bao gồm Metallica, AC / DC và Nautilus Pompilius, và anh ấy thích những bộ phim hành động với cảnh chiến đấu.